# ウイニングポスト8
『ウイニングポスト8』（Winning Post 8）は、コーエーテクモゲームスが開発した競馬シミュレーションゲーム。ウイニングポストシリーズの第9作。

## バージョン
ウイニングポスト8
2014年3月27日に発売。
牧場が3Dモデル化、プレイヤー（=馬主兼生産者）の結婚が可能となり、パートナーとの間に生まれた子孫は調教師や騎手になる場合があるほか、牝系馬の特性が配合時に継承されるなどの変更点が見られる。
ウイニングポスト8 2015
2015年3月12日に発売された、2014年の競走馬・2015年のレースプログラムに対応したマイナーチェンジ版。
2015での追加要素
秘書と結婚が可能になる。（ただし結婚後はプレイヤーの秘書を引退、別のキャラクターに交代する）
国内に牧場分場の開設が可能になる。
5年に一度、海外の有名馬主と対決が可能になる。
本作以降のWindows版はすべて、独自のオンライン認証を廃止し、Steamによるインストール・オンライン認証へと切り替わった。このため、インストールにも起動にも専用の物理メディアを一切要しないが、代わりにSteamクライアントのインストールが必須となる。（製品の実態としてはSteam上で用いるシリアルキーの形であるが、ゲーム購入自体はパッケージ版などでSteam以外からも可能。なお、以降の作品でのPCパッケージ版の付属ディスクはSteamクライアントへのゲームの事前インストールのためのデータが収録されているだけである。）
ウイニングポスト8 2016
2016年3月31日に発売。
2016での追加要素
クラブ法人の設立が復活した。これにより、新馬登録できなかった馬（本作では新馬を毎年10頭までしか登録できない）をクラブに回すことができるようになった。
ナンバリングシリーズ初となる、プレイヤーによる調教要素が導入。調教方針を設定することで、「距離適性」や「脚質」など多様な能力の強化が可能となった。
様々な「秘書チャレンジ」の達成により、馬のモーションやメンコといったオプションが追加された。
様々な競馬情報サイトから公募された名前の新スーパーホースが登場。
ウイニングポスト8 2017
2017年3月2日に発売。同年9月14日にNintendo Switch版が発売。
2017での追加要素
日本競馬を代表する競走馬100頭を選出する「歴代名馬100選」ランキングが導入。レースシーンの大幅強化も行われた。
大阪杯・ホープフルステークスがGI化された。
育成システムに「お守りボーナス」や「強化トレーニング」を追加。
Switch版はモーションIRカメラを使った愛馬のビジュアル作成や操作方法の改善が施されているほか、チャンピオンジョッキー スペシャルとの連動要素もある。
ウイニングポスト8 2018
2018年3月15日に発売。
2018での追加要素
より具体的な形に調教要素が刷新。2016からの「調教方針」が廃止された代わりに、自身で「コース」、「強さ」、「併せ馬の有無」を設定し調教スケジュールを組むことによって、より特化した馬を生み出しやすくなった。具体的な方針は一切設定できないが、自動での調教を行うことも可能である。
競走馬の能力が改善され、ランクがこれまでのC・B・A・Sの4段階から下位ランクのG・F・E・Dとそれぞれの＋を含めた16段階に拡張。
自らの手で夢のレースを作り上げる「ドリームマッチ」を追加。

## ストーリーモード
モードはAからCまであり、いずれも1982年から開始となる。モードA・Bでは実在馬が史実通りの年に誕生・引退・死去する。モードCでは流動的。
モードA
レース結果も一部史実を再現。競馬史を追体験できる。
モードB
レース結果はプレイヤー次第。オリジナル馬で歴代の名馬に挑戦できる。
モードC
オリジナルの競馬史を築き上げることができる。
また、『2015』からは史実馬がすべて引退済みの状態でナンバリング年の翌年から開始できるモードが追加された。